# Hulidowo
Hulidowo (biał. Гулідава; ros. Гулидово) – wieś na Białorusi, w obwodzie witebskim, w rejonie głębockim, w sielsowiecie Koroby.
Nazwa dawniej używana – Hilidowo

## Historia
W czasach zaborów w guberni wileńskiej Imperium Rosyjskiego.
W dwudziestoleciu międzywojennym wieś a następnie kolonia leżała w Polsce, w województwie wileńskim, w powiecie duniłowickim (od 1926 postawskim), w gminie Norzyca.
Według Powszechnego Spisu Ludności z 1921 roku zamieszkiwało tu 65 osób, 42 było wyznania rzymskokatolickiego, 18 prawosławnego, 1 ewangelickiego a 4 mojżeszowego. Jednocześnie 60 mieszkańców zadeklarowało polską a 5 białoruską przynależność narodową. Było tu 7 budynków mieszkalnych. W 1931 istniał folwark i nowo powstała kolonia. Folwark zamieszkiwało w 2 domach zamieszkiwało 11 osób, a kolonię w 20 domach 116 osób.
Wierni należeli do parafii rzymskokatolickiej w Dzierkowszczyźnie i prawosławnej w Norzycy. Miejscowość podlegała pod Sąd Grodzki w Duniłowiczach i Okręgowy w Wilnie; właściwy urząd pocztowy mieścił się w Łasicy.
W 1938 roku miejscowość należała do gromady Hulidowo gminy Norzyca.
Po agresji ZSRR na Polskę w 1939 roku wieś znalazła się w granicach BSRR. W latach 1941–1944 była pod okupacją niemiecką. Następnie leżała w BSRR. Od 1991 roku w Republice Białorusi.
Do 1960 miejscowość wchodziła w skład sielsowietu Łasica